# 石桥街道 (邵阳市)
石桥乡，是中华人民共和国湖南省邵陽市双清区下辖的一个乡镇级行政单位。

## 行政区划
石桥乡下辖以下地区：
陶家冲社区、五一村、茶场村、大坡村、立新村、农科站村、石桥村、屏丰村、白马村、金星村、株木村和马鞍村。